# Купреянов, Иван Антонович
Иван Антонович Купреянов (1794 — 1857, Санкт-Петербург) — русский вице-адмирал, управляющий Русско-американской компании. Родился около 1794 года в Солигаличском уезде, в усадьбе Федосово.

## Семья
Дед: Евдоким Иванович Купреянов, родился в 1719 году, служил в лейб-гвардии Измайловском полку и вышел в отставку с чином поручика. Женат был на Ирине Ивановне Дедешиной.
Отец: Антон Евдокимович Купреянов родился в 1776 году и был женат на Ксении Юдишне Купреяновой, происходившей из другой ветви этой фамилии.
Оба — и дед, и отец родились и умерли в Федосове.

## Биография
В 1812 году Иван Купреянов гардемарин, а в 1815 году окончил Морской кадетский корпус и получает первый офицерский чин мичмана.
И. А. Купреянов — один из первооткрывателей Антарктиды, он был участником первой русской антарктической экспедиции 1819—1821 годов под командованием капитана 2-го ранга Ф. Ф. Беллинсгаузена и лейтенанта М. П. Лазарева. И. А. Купреянов был мичманом на «Мирном», одном из двух кораблей экспедиции.
За это плавание И. А. Купреянов получил орден Св. Владимира IV степени с бантом, прибавку к жалованью и за время плавания двойной оклад жалованья.
Через год, 17 августа 1822 года, Иван Антонович Купреянов снова вышел в кругосветное плавание на фрегате «Крейсер» под командованием теперь уже капитана 2-го ранга Михаила Петровича Лазарева. Цель плавания — русские владения на американском континенте.
Вернувшись в Балтийское море в 1826—1827 годах производил опись Абосских шхер и Аландских островов, а в 1828 году произведён в капитан-лейтенанты и награждён орденом Святого Георгия 4 класса за 18 морских кампаний.
Переведённый в Чёрное море, состоял в кампанию 1828—1829 годов при начальнике морского штаба кн. Меншикове, участвовал в десанте при покорении крепости Анапы и перевёз, по поручению командующего осадою крепости Варны, через горы в озеро Девно (Лиман) вооружённый баркас для прекращения сообщения турок по этому озеру с крепостью.
Вернувшись по окончании войны в Кронштадт, Купреянов перевёлся в гвардейский экипаж и плавал в Балтийском море
С началом военных действий в Польше Купреянов снаряжает в Кронштадте пароход «Ижора» для доставки главнокомандующего графа Паскевича-Эриванского, морским путём через Мемель и Восточную Пруссию до Пултуска, где располагалась главная квартира армии. Купреянов обеспечивает переправу русских войск через Вислу, а также создает на Висле вооруженную флотилию из трех барж и нескольких лодок для охраны мостов близ крепости Модлин. После взятия Варшавы Иван Антонович формирует на Висле вооруженную флотилию. За польскую кампанию 1831 года он награждён орденом Св. Анны II степени, а затем императорской короной к этому ордену и 16 декабря 1831 года производится в капитаны 2-го ранга.
В 1832 году командирован на Каспийское и Чёрное моря для осмотра портов и выбора места для постройки новых.
30 августа 1834 года получает чин капитана 1-го ранга и назначается Главным правителем российских колоний в Америке.
Из Петербурга И. А. Купреянов выехал сухим путём до г. Охотска, а оттуда морем прибыл на Аляску, в Новоархангельск, 25 октября 1835 года. Делами Русско-Американских колоний ведал до 1841 года.
По возвращении в Кронштадт командовал отрядом фр-тов, состоял членом общего присутствия морского интендантства и морского генерал-аудитората. В 1843 году произведен в чин контр-адмирала, а в 1852 году — в чин вице-адмирала и 26 ноября 1847 года пожалован орденом Св. Станислава I степени.
Умер в 1857 году, похоронен на Смоленском православном кладбище в Санкт-Петербурге.

## Награды
- Орден Святого Владимира 4-й степени (18 августа 1821); бант к ордену (30 августа 1828, за осаду Варны)[2]
- Орден Святого Георгия 4-й степени за 18 морских кампаний (26 ноября 1826)[3]
- Золотая сабля с надписью «За храбрость» (9 июля 1828, за покорение десантом Анапы)[3]
- Орден Святой Анны 2-й степени (18 апреля 1831); императорская корона к ордену (26 сентября 1831)[4]
- Польский знак отличия за военное достоинство 3-й степени (1832)
- Орден Святого Владимира 3-й степени (9 октября 1841)[5]
- Орден Святого Станислава 1-й степени (26 ноября 1847)
- Бронзовая медаль «В память Отечественной войны 1812 года»
- Медаль «За турецкую войну»
- Медаль «За взятие приступом Варшавы»

## Семья
В сентябре 1834 года женился на Юлии Ивановне Гильденбрант (1811/1812—12 марта 1894). В браке родились дети:
- Яков Иванович (4 янв 1836 Новоархангельск — 15 авг 1906, Санкт-Петербург, Никольское кладбище) Купреянов, Яков Иванович
- Николай Иванович ( 14 мар1837—1861) — тоже стал моряком, лейтенант, погиб в декабре 1861 года на клипере «Опричник», пропавшем без вести в Индийском океане.
- Ольга Ивановна (19 ... 1838 - 1849, Санкт-Петербург, Смоленское православное кладбище)
- Мария Ивановна (16 апр 1840, Ситка —17 окт 1910, Воронеж)
- Юлия Ивановна (12 дек 1842— 1882)
- Александр Иванович (9 мар 1851 - 1912, Санкт-Петербург, Смоленское кладбище)

## Память
Именем вице-адмирала Купреянова Ивана Антоновича названы: 
- гавань в заливе Аляска (Тихоокеанское побережье Северной Америки, залив Аляска, 55°46′ с.ш., 159°15′ з.д., описана в 1836 году штабс-капитаном Корпуса флотских штурманов К. Вороновским, тогда же было присвоено название)[7];
- гора Куприянова (Тихий океан, побережье Северной Америки, залив Аляска, пролив Шелихова, 57°56′ с.ш., 153°06′ з.д., название присвоено в 1909 году)[7];
- гора Куприянова (Тихий океан, побережье Северной Америки, залив Аляска,  архипелаг Александра, остров Куприянова, 56°55′ с.ш., 133°23′ з.д., название горе было присвоено в 1948 году)[7];
- ледник Куприянова в Антарктиде (Берег Правды, 66°36′ ю.ш., 93°20′ в.д, ледник был открыт и нанесён на карту в 1956 году Советской Антарктической экспедицией, название было присвоено не позже 1959 года)[7];
- мыс Куприянова в Антарктике (остров Южная Георгия, 54°44′ ю.ш., 36°18′ з.д., мыс был открыт в 1819 году экспедицией Беллинсгаузена—Лазарева, тогда же было присвоено название мысу)[7];
- мыс Куприянова (Охотское море, Сахалинский залив, мыс был описан мореходами РАК в первой половине XIX века, название мысу было присвоено не позже 1849 года)[7];
- мыс Куприянова [Иванова] (Тихий океан, побережье Северной Америки, залив Аляска, 55°34′ с.ш., 159°36′ з.д., мыс был описан в 1836 году штабс-капитаном Корпуса флотских штурманов Е. Воронковским, им же было присвоено название мысу)[7];
- мыс на острове Кинг-Джордж (Ватерлоо) (Антарктида);
- остров Куприянова (Купреянова) (архипелаг Александра, название острову присвоено в 1848 году)[7];
- остров Куприянова [Кодо] (Японское море, полуостров Корея, 39°16′ с.ш., 127°38′ в.д., остров нанесён на карту в 1854 году экипажем фрегата «Паллада», тогда же было присвоено название)[7];
- острова Куприянова (Антарктика, море Скоша (Скотия), у острова остров Южная Георгия, 54°45′ ю.ш., 36°16′ з.д., название присвоено в 1958 году английскими исследователями)[7];
- полуостров Куприянова (Тихий океан, побережье Северной Америки, залив Аляска, остров Кадьяк, 55°57′ с.ш., 153°10′ з.д., название присвоено в 1943 году)[7];
- полуостров Куприянова (Тихий океан, побережье Северной Америки, залив Аляска, 55°34′ с.ш., 159°36′ з.д., полуостров описан в 1836 году штабс-капитаном Корпуса флотских штурманов К. Воронковским, название полуострову присвоено в 1916 году)[7];
- пролив Куприянова (Тихий океан, побережье Северной Америки, залив Аляска, 58° с.ш., 153°10′ з.д., пролив был описан в 1830-х годах русскими мореходами, название было присвоено в 1849 году)[7];

На карты названия нередко наносятся с искажением фамилии (напр.: гавань Куприянова).